# Aamer Anwar
Aamer Anwar (30 de diciembre de 1967) es un abogado inglés de origen pakistaní radicado en Glasgow.
Nacido en Inglaterra, se mudó a Escocia en 1986 para estudiar Ingeniería Mecánica en la Universidad de Glasgow con la intención de entrar posteriormente en la Real Fuerza Aérea. Se convirtió en un activista estudiantil y dirigió una campaña contra el supuesto racismo en el Hospital Dental de la ciudad.
En 1988 abandonó la carrera de ingeniería para estudiar sociología y política, y en 1991, cuando todavía era estudiante fue arrestado por la policía por pegar carteles ilegalmente en Ashton Lane. Durante su arresto fue reducido y su cara fue empujada contra el suelo, rompíendosele dos dientes en el proceso. Anwar emprendió una demanda contra la policía de Strathclyde reclamando 15.000 libras. En 1995, las investigaciones judiciales concluyeron que un oficial de policía había agredido a Anwar y que parecía tratarse de un ataque racista, por lo que Anwar recibió una indemnización de 4.200 libras y el policía fue suspendido.
Anwar se convirtió en abogado en el año 2000, inicialmente como parte de una empresa con sede en Glasgow, antes de fundar Aamer Anwar & Co, Solicitors & Notaries en 2006. Con su firma ha representado a la familia de la víctima de asesinato Surjit Singh Chhokar o a la familia de Abdelbaset al-Megrahi.
Aamer es también un activista que ha participado en varias iniciativas como la Stop the War Coalition, la campaña en contra de la 31a cumbre del G8 en Gleneagles o actividades relacionadas con el nacionalismo escocés.

## Rector en la Universidad de Glasgow
Entre 2017 y 2020, Aamwer Anwar fue el rector de la Universidad de Glasgow, un cargo simbólico consistente en representar a los estudiantes frente a los profesores encargados de administrar y dirigir la universidad. A pesar de las promesas que hizo a los estudiantes durante la campaña para su elección, no celebró ninguna sesión de atención de reclamaciones de estudiantes hasta que el periódico británico The Times, 11 meses después de su elección, denunció el hecho en sus páginas.

## Relación con Cataluña
Aamer Anwar es un defensor de las causas independentistas catalanas y ha participado en la difusión del relato independentista en el referéndum de independencia. En agosto de 2017, fue testigo del atropello masivo en la Rambla de Barcelona mientras visitaba la ciudad para reunirse con dirigentes independentistas. Entre 2017 y 2019 actuó como abogado defensor de la consejera independentista catalana Clara Ponsatí, ante la demanda de extradición a raíz de una orden de detención europea del Tribunal Supremo de España. Durante el proceso, Aamer recaudó 215.000 libras en una campaña de micromecenazgo para sufragar los gastos de defensa de Ponsatí, pero tras la cancelación del proceso el destino del dinero no se ha aclarado.